# مامادو ديوب (موسيقي)
مامادو ديوب (بالفرنسية: Mamadou Diop)‏ هو موسيقي سنغالي، ولد في 6 فبراير 1954 في Guinguinéo ‏ في السنغال.

## وصلات خارجية
- الموقع الرسمي